# حسان عزت
حسان عزت 
شاعر وناقد وصحفي سوري معاصر من مواليد مدينة دمشق 1949، ومقيم في دولة الإمارات العربية المتحدة، وعضو اتحاد كتاب وأدباء الإمارات.

## سيرته:
ولد الشاعر حسان عزت في سورية ودرس فيها وتخرج من جامعاتها. عمل في الصحافة الأدبية في سورية وخارجها وساهم في تأسيس عدد من المجلات الثقافية الأدبية إضافة إلى توليه منصب مدير تحريرها كمجلة المنارة، انفينيتي، والمطهر. له تجارب مهمة في تصدير الشعر إلى المسرح، وقدم أعماله الشعرية في مسارح دمشق، حلب، القاهرة، الشارقة، دبي، فالنسيا ومدن أخرى.
شارك كعضو لجان تحكيم في جوائز عربية وعالمية، وترجمت أعماله الشعرية إلى عدة لغات.

## المناصب والأعمال:
1. عضو اتحاد كتاب وأدباء الإمارات العربية.
2. ساهم في تأسيس عدد من المجلات الثقافية والأدبية الإماراتية، وشغل منصب مدير تحريرها: كمجلة المنارة، انفينيتي، والمطهر.
3. ساهم في تأسيس صحيفة أخبار العرب الإماراتية، ورأس قسمي الثقافة والمنوعات فيها.
4. ساهم في تأسيس (بيت الشعر) في اتحاد كتاب وأدباء الإمارات- فرع أبوظبي.
5. شارك في مهرجانات شعرية عالمية وعربية وقدّم أعمالا شعرية على مسارح: دمشق، حلب، الشارقة،القاهرة ، دبي، بيروت الدوحة، طرابلس ليبيا، فالانسيا.
6. له تجارب في مسرحة الشعر وتقديمه مترافقًا مع الغناء والموسيقى كتجربة “احتفالية للشمس”، تصميم الفنان غسان مسعود، قدمت على المسرح الدوار للمعهد العالي للموسيقى 1998 برعاية وزارة الثقافة السورية.
7. عضو لجان تحكيم مهرجانات شعرية ومسرحية وجوائز سورية وعربية.
8. عضو لجنة تحكيم جائزة محمد بن راشد العالمية لشعراء السلام.
9. عضو الملتقى الإسباني الثقافي لشعوب البحر المتوسط- فالانسيا.

## الجوائز والتكريم:
1. الفائز الأول شعريا على جامعة دمشق والجامعات السورية 1976.
2. المرتبة الأولى في مسابقة أنجال هزاع لشعر الأطفال عام 2002 عن مجموعته الشعرية حواري الورد.
3. ترجمت أعمال شعرية للشاعر الى عدد من اللغات الغربية
4. قدمت رسائل جامعية بشعره، وتعد الآن رسالة دكتوراة في الأدب العربي في جامعة مدريد بعنوان شعر الحرب والسلام موضوعها الرئيس قصائد حسان عزت.

## أعماله الشعرية والنقدية:
1. شجر الغيلان في البحث عن قمر - بيروت دار بن رشد 1981.
2. تجليات حسان عزت- بيروت الدار العالمية 1983.
3. زمهرير- بيروت دار النديم الوعي 1985.
4. جناين ورد- بيروت دار عطية 1998.
5. حواري الورد- المرتبة الأولى في مسابقة أنجال هزاع 2002.
6. سباعية خلق- دار العوام- السويداء، سورية 2021. وقد رسمت لوحاتها الفنانة فاطمة عبد الله لوتاه [3]
7. القصيدة العربية الجديدة في سورية قصيدة النثر نموذجًا (دراسة نقدية).